# Ḩeşār-e Qāẕī
Ḩeşār-e Qāẕī (persiska: حصار قاضی) är en ort i Iran.   Den ligger i provinsen Teheran, i den centrala delen av landet, 60 km söder om huvudstaden Teheran. Ḩeşār-e Qāẕī ligger 833 meter över havet och antalet invånare är 706.
Terrängen runt Ḩeşār-e Qāẕī är platt, och sluttar söderut.Runt Ḩeşār-e Qāẕī är det tätbefolkat, med 297 invånare per kvadratkilometer. Närmaste större samhälle är Varamin, 15,6 km norr om Ḩeşār-e Qāẕī. Trakten runt Ḩeşār-e Qāẕī är ofruktbar med lite eller ingen växtlighet.